# اخگر

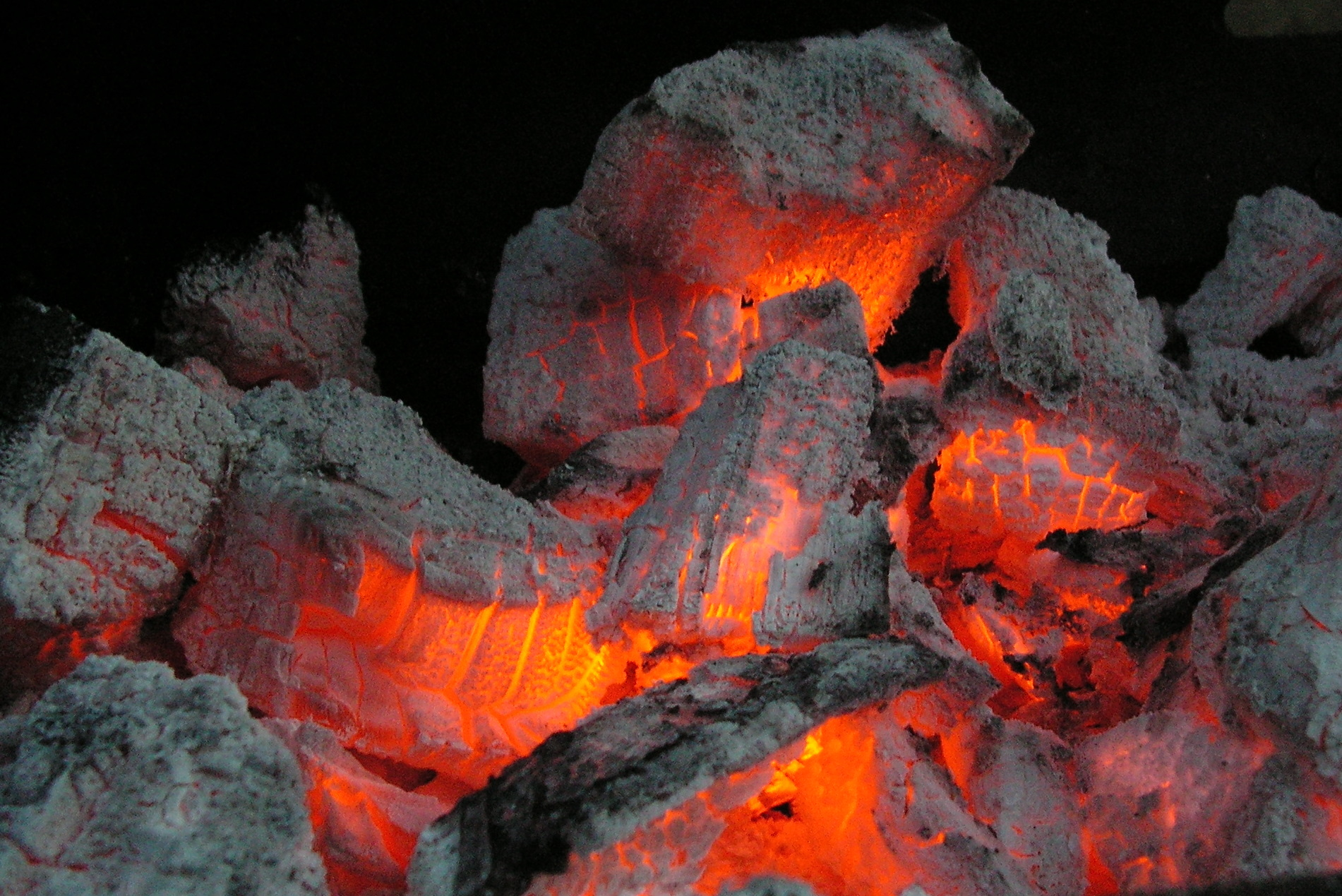
اخگر زغال سنگ

اخگر زغال داغ درست شده از چوب یا زغال سنگ یا سایر جنس‌های کربنی باقیمانده پس از یا پیش از آتش است.